# ماسافومي تاكادا
ماسافومي تاكادا (高田雅史 تاكادا ماسافومي) هو ملحن ياباني ولد في 2 أغسطس 1970 في إنوياما، آيتشي.

## أعماله في الأنمي

### مسلسلات أنمي تلفزيونية
- دانغانرونبا ذي أنيميشن
- دانغانرونبا 3: نهاية أكاديمية قمة الأمل

## أعماله في ألعاب الفيديو
- دانغانرونبا: تريغر هابي هافوك
- دانغانرونبا 2: غودباي ديسبير
- دانغانرونبا أناذر إيبيسود: ألترا ديسبير غيرلز
- دانغانرونبا V3: كيلينغ هارموني
- سوبر سماش برذرز براول
- سوبر سماش برذرز فور نينتندو 3دي إس و وي يو
- سوبر سماش برذرز ألتميت
- نو مور هيروز
- نو مور هيروز 2: ديسبريت ستراغل
- القاتل الـ7
- ريزدنت إيفل: ذا أمبريلا كرونيكلز
- غود هاند
- إنفينيت سبيس
- فلاور, سن, آند راين
- ساموراي تشامبلو: سايدتراكد
- ذا سيلفر كيس
- كونتاكت
- ميشيغان: ريبورت فروم هل
- ديجيمون ستوري: سايبر سلوث
- إيرث ديفنس فورس 2017
- تينيج ميوتانت نينجا تيرتلز: ميوتانتس إن مانهاتن
- روبوت ألكيميك درايف
- ذا إيفل ويذين
- كيد إيكاروس: أبرايسنغ
- زانغيكي نو ريغينليف

## وصلات خارجية
- ماسافومي تاكادا على موقع IMDb (الإنجليزية)
- ماسافومي تاكادا على موقع ميوزك برينز (الإنجليزية)
- ماسافومي تاكادا على موقع ديسكوغز (الإنجليزية)